# متورقات
متورقات هي فصيلة من صف المثقوبات تظم العديد من طفيليات الاٍنسان والحيوان وهي تضم خمسة أجناس.